# Tephrocactus nigrispinus
Tephrocactus nigrispinus är en kaktusväxtart som först beskrevs av Karl Moritz Schumann, och fick sitt nu gällande namn av Curt Backeberg. Tephrocactus nigrispinus ingår i släktet Tephrocactus och familjen kaktusväxter. Inga underarter finns listade i Catalogue of Life.

## Bildgalleri

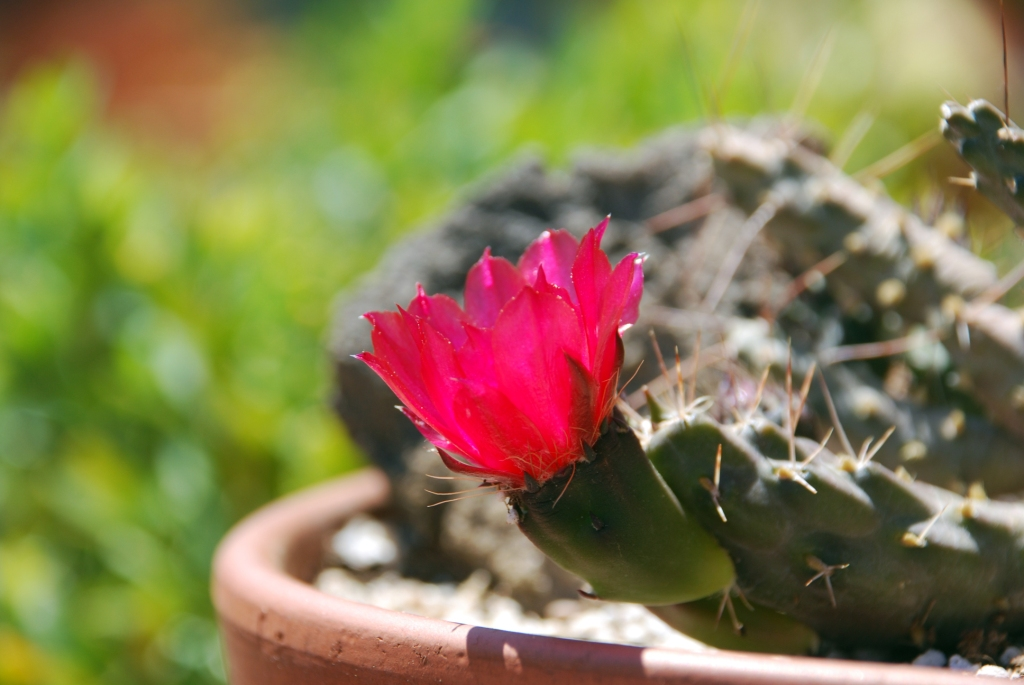